# 1344
Пізнє Середньовіччя •  Реконкіста •  Ганза •  Авіньйонський полон пап •  Монгольська імперія •  Чорна смерть •  Столітня війна

## Геополітична ситуація
У Візантії триває громадянська війна (до 1347). Імператором Священної Римської імперії
є Людвіг Баварський (до 1347). У Франції править Філіп VI Валуа (до 1350).
Апеннінський півострів розділений: північ належить Священній Римській імперії, середню частину займає Папська область, південь належить Неаполітанському королівству. Деякі міста півночі: Венеція, Піза, Генуя тощо, мають статус міст-республік. Триває боротьба гвельфів та гібелінів.
Майже весь Піренейський півострів займають християнські Кастилія і Леон, Арагонське королівство та Португалія, під владою маврів залишилися тільки землі на самому півдні. Едуард III королює в Англії (до 1377), Магнус Еріксон є королем Швеції (до 1364), а його син Гокон VI — Норвегії (до 1380), королем Польщі — Казимир III (до 1370).
Руські землі перебувають під владою Золотої Орди. Триває війна за галицько-волинську спадщину між Польщею та Литвою. В Києві править князь Федір Іванович. Ярлик на володимирське князівство має московський князь Симеон Гордий (до 1353).
Монгольська імперія займає більшу частину Азії, але вона розділена на окремі улуси, що воюють між собою. У Китаї, зокрема, править монгольська династія Юань. У Єгипті владу утримують мамлюки. Мариніди правлять у Магрибі. Делійський султанат є наймогутнішою державою Індії. В Японії триває період Муроматі.
Цивілізація майя переживає посткласичний період. Почали зароджуватися цивілізація ацтеків та інків.

## Події
- Війська Кастилії після дворічної облоги взяли місто Альхесірас. Це була одна з перших битв у Європі, де використовувалася вогнепальна зброя.
- Арагонська Корона поглинула Майорканське королівство.
- Відбулося банкрутство кількох великих флорентійських банків, що належали родинам Барді, Перуцці, Аччаюолі.
- Карл Люксембург добився створення у Празі незалежного архієпископства. Почалася будова собору святого Віта.
- Відбулося перше зіткнення між турецькими та сербськими військами.
- Король Богемії Ян Люксембурзький напав на Польщу й взяв в облогу Краків. Польському королю Казимиру III вдалося відбитися з допомогою Людвіка Угорського.
- Союз християнських військ захопив Смірну. Родоські лицарі зберігали над нею контроль до 1402 року.

## Народились
- 10 жовтня — Мері Плантагенет, принцеса Англійська, Герцогиня Бретонська (1361—1361), Графиня де Монфор-л'Аморі (1361—1361), четверта донька англійського короля Едварда III (1311—1377) і королеви Англії Філіпи д'Ено (1314—1369);

## Померли
- 4 серпня — Сімоне Мартіні, італійський художник готичного періоду Відродження.